# Relayer
Relayer (с англ. — «Сменщик») — седьмой студийный альбом британской прог-рок-группы Yes. Альбом записан и выпущен в 1974 году. В его создании принимал участие клавишник Патрик Мораз, заменивший Рика Уэйкмана в мае 1974 года.

## Об альбоме

### Сторона А
«The Gates of Delirium» — это 21-минутный трек, который Андерсон описал как «военную песню, сцену битвы, но она не для того, чтобы объяснять войну или осуждать ее... В ней есть прелюдия, атака, победная мелодия и мир в конце, с надеждой на будущее». Первоначально он планировал основать весь альбом на произведении «Война и мир» Льва Толстого, но вместо этого выбрал длинный трек, вдохновленный его темами.

### Сторона Б
«Sound Chaser» содержит элементы джаз-фьюжн и аранжировок в стиле фанк. Хау думал, что трек был «неописуемой смесью джазовых клавишных Патрика и моей странной фламенко электрогитары».
«To Be Over» возникла, когда Андерсон провел день в доме Хау в Лондоне. Когда они обсуждали, какую музыку подготовить для альбома, Андерсон рассказал Хау о своей любви к мелодии, которую Хау написал и спел Андерсону раньше. Хау черпал вдохновение для трека во время прогулки на лодке по озеру Серпентайн в Гайд-парке в Лондоне. Андерсон описал «To Be Over» как «сильную по содержанию, но спокойную по общему отношению... Она о том, как вы должны заботиться о себе, когда что-то идет не так».

## Прием
| Оценки критиков               | Оценки критиков |
| Источник                      | Оценка          |
| ----------------------------- | --------------- |
| AllMusic                      | [ 5 ]           |
| Pitchfork                     | 5.3/10          |
| The Daily Vault               | B+              |
| Sea of Tranquility            | [ 8 ]           |
| The Rolling Stone Album Guide | [ 9 ]           |

Relayer получил в основном положительную реакцию музыкальных критиков. Музыкальный журналист Крис Уэлч дал положительный отзыв для Melody Maker, похвалив альбом как «один из самых успешных и удовлетворительных альбомов Yes». Он описал «The Gates of Delirium» как «мощное произведение». В своей рецензии от декабря 1974 года журнал Billboard назвал Relayer «еще одной почти безупречной работой» Yes и отметил, что Патрик Мораз «идеально вписывается в альбом». Те, кто дал альбому отрицательный отзыв, считали, что он является продолжением Tales from Topographic Oceans (1973), альбома, который они считали претенциозным и напыщенным.

Альбом занимает 20 место в списке лучших альбомов прогрессивного рока по версии сайта Progarchives.com.

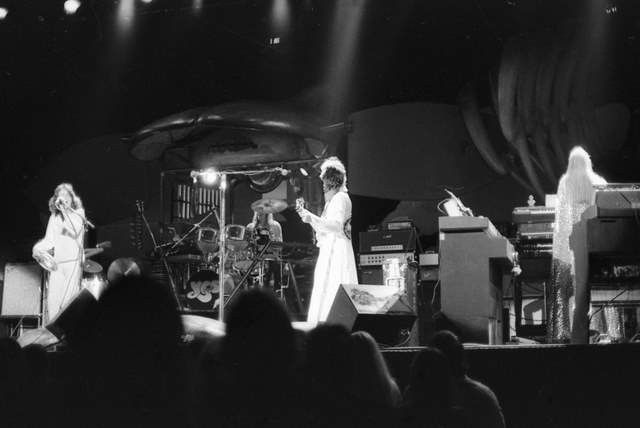
Yes в 1974 году

## Список композиций
Все песни написаны Yes.
| №  | Название                | Длительность |
| -- | ----------------------- | ------------ |
| 1. | «The Gates of Delirium» | 21:55        |

| №                   | Название            | Длительность |
| ------------------- | ------------------- | ------------ |
| 1.                  | «Sound Chaser»      | 9:28         |
| 2.                  | «To Be Over»        | 9:08         |
| Общая длительность: | Общая длительность: | 40:31        |

| №                   | Название                                     | Длительность |
| ------------------- | -------------------------------------------- | ------------ |
| 1.                  | «Soon» (single edit)                         | 4:18         |
| 2.                  | «Sound Chaser» (single edit)                 | 3:13         |
| 3.                  | «The Gates of Delirium» (studio run-through) | 21:16        |
| Общая длительность: | Общая длительность:                          | 69:15        |

## Некоторые переиздания
- 1988 — Atlantic — CD
- 1994 — Atlantic — CD (Remastered)
- 1998 — JPN limited edition (LP-style sleeve)
- 2003 — Rhino — CD (Remastered with Bonus Tracks)

## Участники записи
- Джон Андерсон — вокал, акустическая гитара, перкуссия
- Крис Сквайр — бас-гитара, бэк-вокал
- Стив Хау — акустическая и электрическая гитары, педальная слайд-гитара, электро-ситар, бэк-вокал
- Патрик Мораз —  фортепиано, электропианино, орган Хаммонда, Minimoog, меллотрон
- Алан Уайт — барабаны, перкуссия

## Позиции в чартах
| Чарт                          | Позиция |
| ----------------------------- | ------- |
| OCC (Великобритания)          | 4       |
| Billboard 200 (США)           | 5       |
| SNEP (Франция)                | 9       |
| Album Top 100 (Нидерланды)    | 10      |
| Kent Music Report (Австралия) | 15      |
| Musica e Dischi (Италия)      | 17      |
| VG-lista (Норвегия)           | 18      |
| RPM (Канада)                  | 22      |
| Offizielle Top 100 (Германия) | 27      |
| Oricon (Япония)               | 37      |

## Ремикс Стивена Уилсона
Стивен Уилсон (Porcupine Tree) занимался пересведением альбомов группы 1971-1974 годов. Работая над «Relayer» и «Tales From Topographic Oceans», он стремился придать записям дополнительную звуковую насыщенность и чистоту, сделать звучание более отчётливым и чуть менее жёстким.